# Landschaftsschutzgebiet Medebacher Norden: Düdinghauser Hochmulde, Talräume und Hangflächen

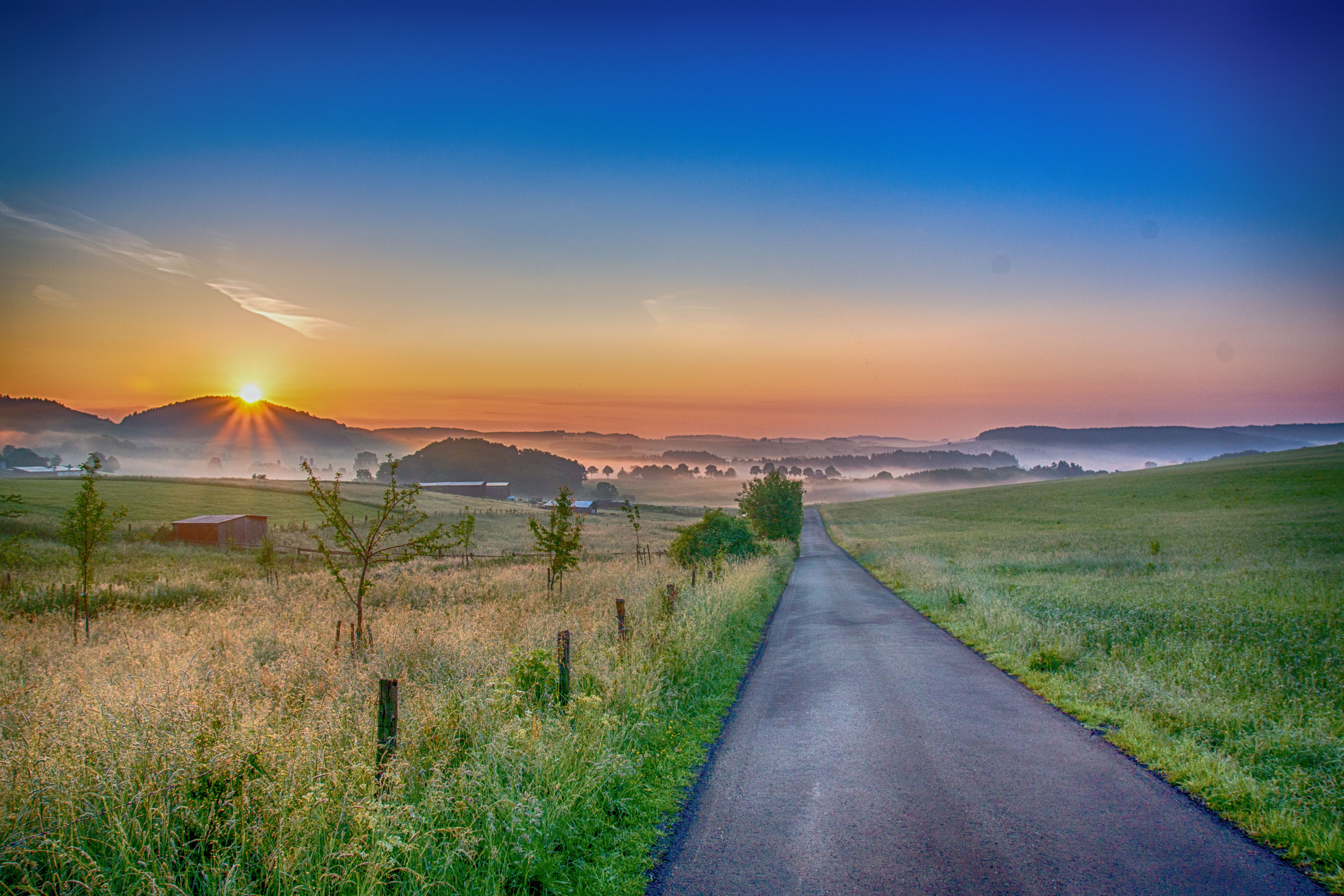
Sonnenaufgang südöstlich Düdinghausen

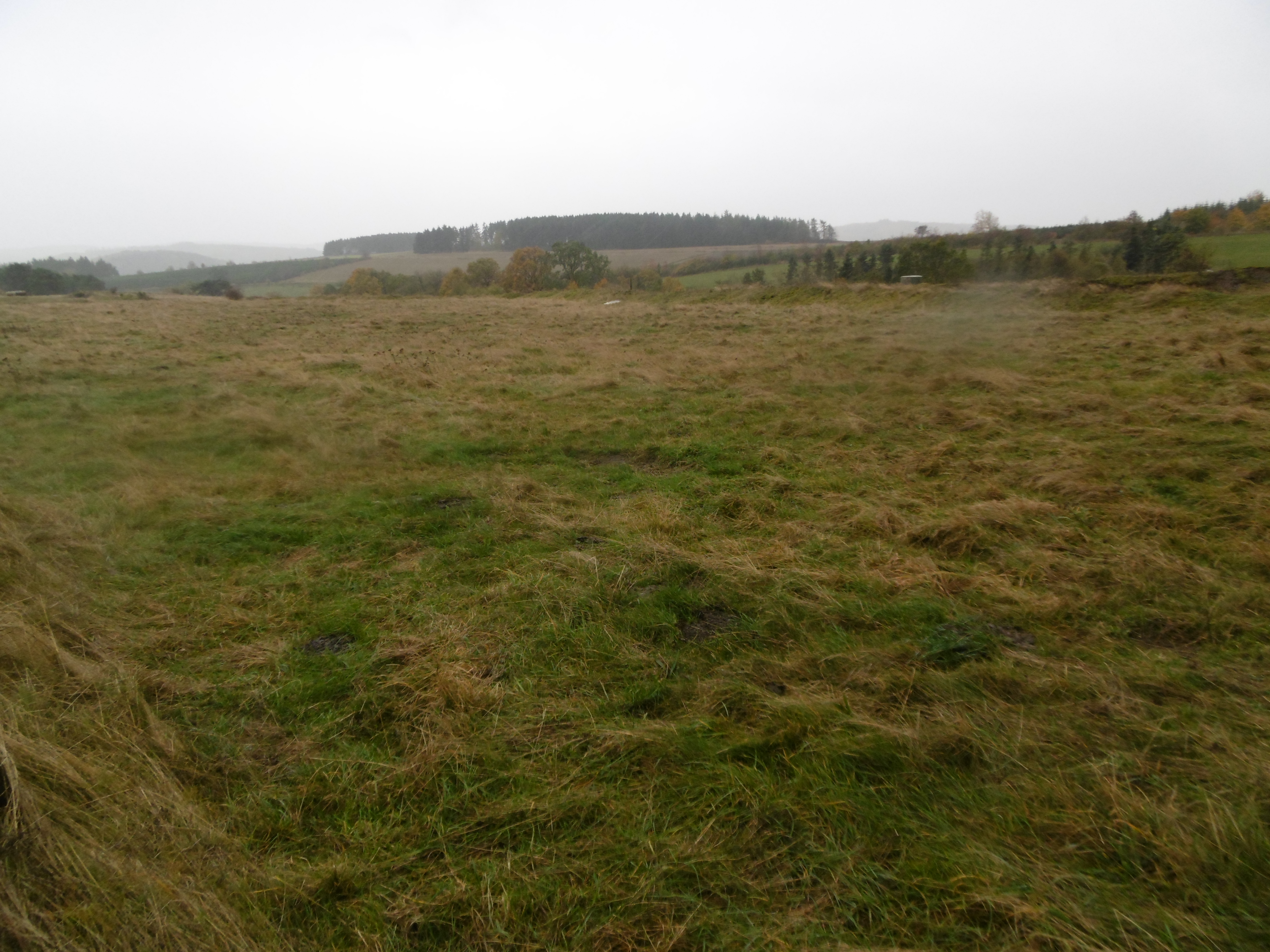
Autocross-Strecke im Landschaftsschutzgebiet

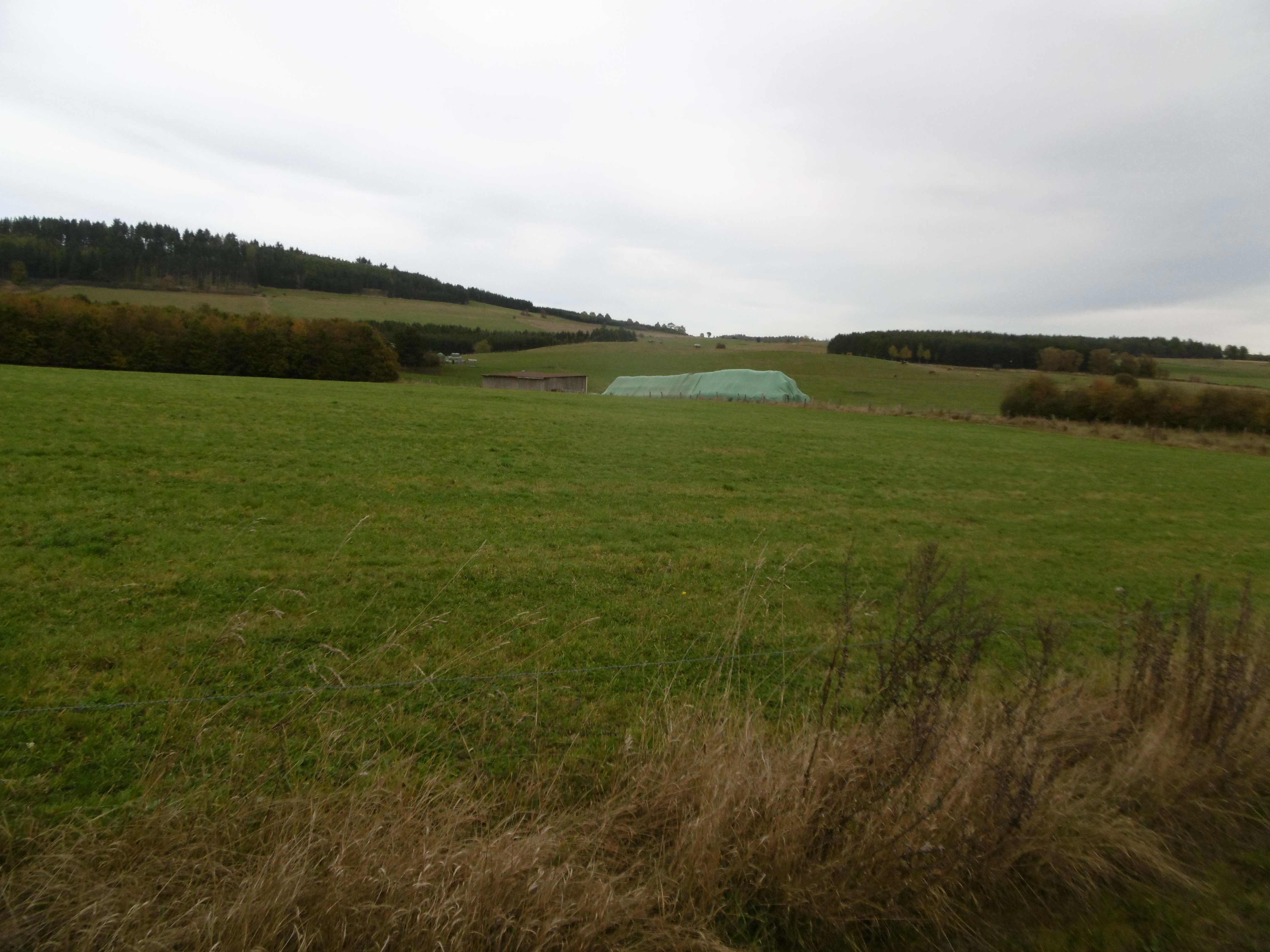
Landschaftsschutzgebiet Medebacher Norden: Düdinghauser Hochmulde, Talräume und Hangflächen

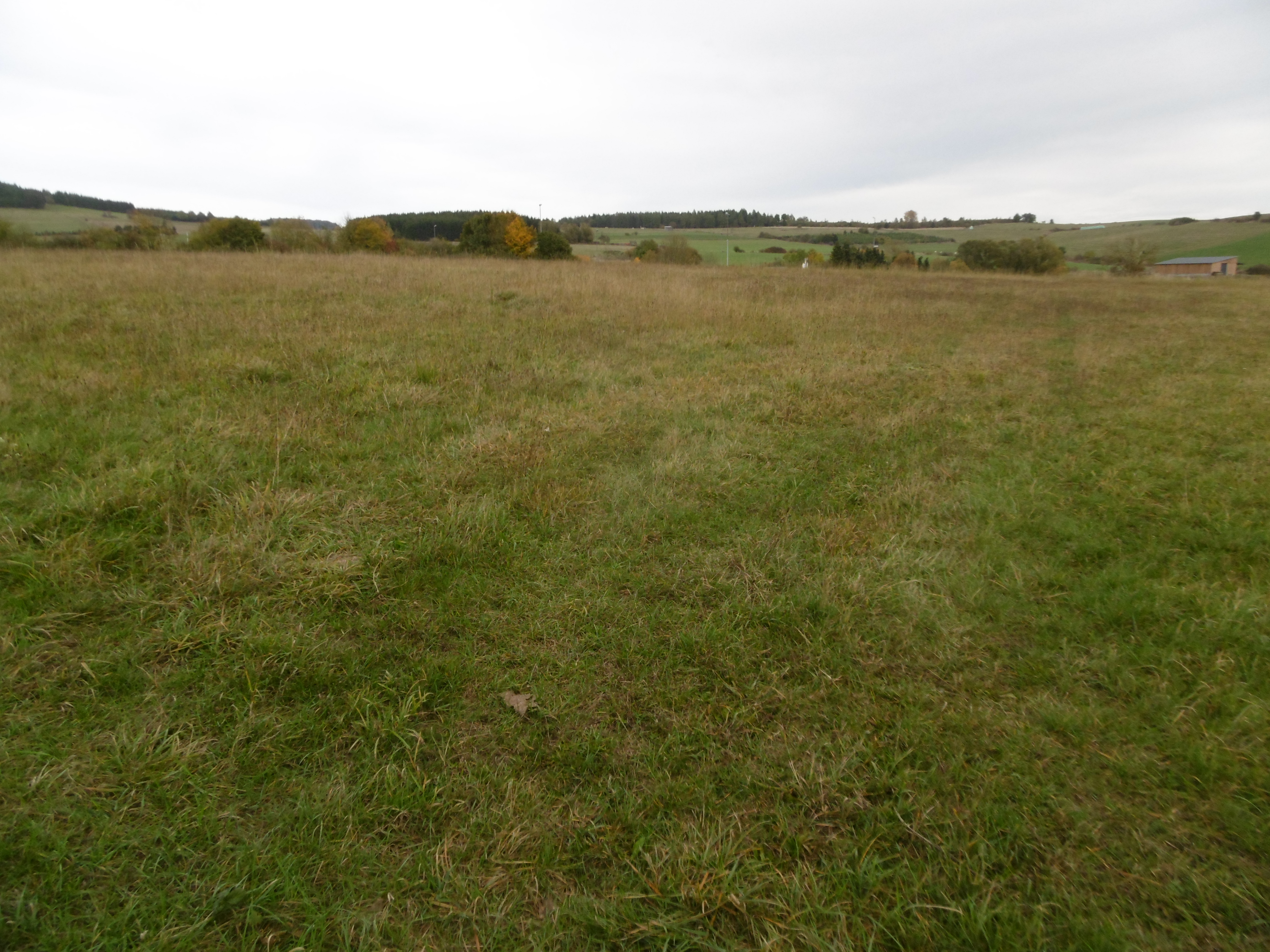
Schutzgebiet Nordöstlich Oberschledorn

Das Landschaftsschutzgebiet Medebacher Norden: Düdinghauser Hochmulde, Talräume und Hangflächen mit 926,95 ha Flächengröße liegt im Stadtgebiet von Medebach und im Hochsauerlandkreis. Das Gebiet wurde 2003 mit dem Landschaftsplan Medebach durch den Kreistag des Hochsauerlandkreises als Landschaftsschutzgebiet (LSG) ausgewiesen. Das LSG ist eines von 13 Landschaftsschutzgebieten in der Stadt Medebach. In der Stadt gibt es ein Landschaftsschutzgebiet vom Typ A, Großräumiger Landschaftsschutz bzw. Allgemeiner Landschaftsschutz, neun Landschaftsschutzgebiete vom Typ B, Ortsrandlagen, Landschaftscharakter, und drei Landschaftsschutzgebiete vom Typ C, Wiesentäler und ornithologisch bedeutsames Offenland. Das Landschaftsschutzgebiet Medebacher Norden: Düdinghauser Hochmulde, Talräume und Hangflächen wurde als LSG vom Typ C ausgewiesen. 

## Beschreibung
Das LSG liegt im nördlichen Stadtgebiet von Medebach. Es geht bis an Siedlungsränder. Es besteht aus 23 Teilflächen. Das LSG gehört zum Europäischen Vogelschutzgebiet Medebacher Bucht und zum Naturpark Sauerland-Rothaargebirge. Im LSG liegt östlich von Düdinghausen eine Autocross-Strecke des Renn - Sport - Club - Düdinghausen e.V. Das LSG umfasst unbewaldete Tal- und Hangflächen sowie Flachbergrücken im Medebacher Norden im Bereich der Düdinghauser Hochmulde.
Der Landschaftsplan führt zum LSG aus:
„Charakteristische Teilflächen sind insbesondere:
- der Talraum des Dittelsbaches mit südexponierten, örtlich heckenreichen Talhängen,
- die durch differenzierte Grünlandflächen geprägte Feldflur im Umfeld von Düdinghausen und Oberschledorn,
- die von Wald umgebene Offenlandzone nördlich des Hallebachtales,
- die Talraum-Biotopkomplexe und die Grünlandhänge südlich Oberschledorn und um Titmaringhausen.

Ziel des Schutzgebietes ist die Sicherung der Biotopqualitäten des Offenlandes insbesondere für die Würgerarten Neuntöter und Raubwürger als Leitarten des Vogel-schutzgebietes ‚Medebacher Bucht‘. Weitere gebietstypische Brutvögel einer kleinteiligen Feldflur mit hohen Anteilen extensiv bis mäßig intensiv genutzter Grünlandflächen sind Turteltaube, Wiesenpieper, Dorngrasmücke und Klappergrasmücke.“
Im LSG befinden sich einige Fichtenparzellen, die die landschafts-ästhetischen und -ökologischen Funktion des LSG stören und deshalb im Landschaftsplan zur Entfernung vorgesehen sind.

## Schutzzweck
Die Ausweisung erfolgte zur Sicherung und Erhaltung der natürlichen Erholungseignung und der Leistungsfähigkeit des Naturhaushaltes gegenüber den vielfältigen zivilisatorischen Ansprüchen an Natur und Landschaft. Schaffung eines leistungsfähigen Umgebungsschutzes (ökologische Pufferzone) für die strenger geschützten Teile der Stadt Medebach, auch und insbesondere für die Natura-2000-Flächen im Sinne der Fauna-Flora-Habitat-Richtlinie und der Vogelschutzrichtlinie. Die Schutzausweisung als LSG-Typ C umfasst Grünlandflächen mit herausragender Bedeutung für den Vogelschutz und auch floristisch erhaltungsbedürftige Flächen. Diese Flächen gehören zu den Kernräumen des europäischen Vogelschutzgebietes „Medebacher Bucht“.

## Rechtliche Vorschriften
Wie in den anderen Landschaftsschutzgebieten im Stadtgebiet besteht im LSG ein Verbot, Bauwerke zu errichten. Vom Verbot ausgenommen sind Bauvorhaben für Gartenbaubetriebe, Land- und Forstwirtschaft. Die Untere Naturschutzbehörde kann Ausnahmegenehmigungen für Bauten aller Art erteilen. Wie in den anderen Landschaftsschutzgebieten vom Typ B in Medebach besteht im LSG ein Verbot der Erstaufforstung und Weihnachtsbaum-, Schmuckreisig- und Baumschul-Kulturen anzulegen. Grünland und Grünlandbrachen dürfen nicht in Acker oder andere Nutzungen umgewandelt werden. Es besteht das Gebot, das LSG durch landwirtschaftliche Nutzung oder geeignete Pflegemaßnahmen von Bewaldung frei zu halten. Ferner besteht das Gebot, Brachflächen sektoral im Turnus von drei Jahren zu mähen, um eine Verbuschung zu verhindern. Die Mahd der Brachflächen darf nicht vor dem 1. August durchgeführt werden und das Mähgut muss abgefahren werden.